# Пантеон Слави (село Крим)
Пантеон Слави (рос. Пантеон Славы)  — меморіальний комплекс у селі Крим (Ростовська область), встановлений в пам'ять про жителів села, які полягли в боях Великої Вітчизняної війни.

## Історія
Комплекс побудований на кошти колгоспу ім. Лукашина і офіційно відкритий 9 травня 1970 року. Його зводили протягом п'яти років, почавши в 1965 році. Ініціатива увічнення пам'яті жителів села, які полягли під час Великої Вітчизняної війни, належить учням і викладачам місцевої школи № 5. Вони зібрали інформацію про загиблих солдатів Радянської Армії — персональні документи, листування, фото, відомості про звання, військових частинах, орденах, місцях смерті. Була проведена велика пошукова робота. Проект пам'ятника затвердив художня рада Ростовського відділення художнього фонду УРСР. Над проектом працювали скульптори Джлаухян А. Х., Шубін Ю. В., архітектори Галепин Р. Р. і Кузнєцов Л. В.
У 1972 році на території комплексу був поміщений Вічний вогонь. З часу відкриття комплексу і по сьогоднішній день його відвідали десятки тисяч людей, зокрема туристи із 42 держав світу. Чотири великі книги відгуків з записами на багатьох мовах, зберігаються нині як експонат у сільському музеї.
Наказом № 124 від 31 грудня 2002 року включений в список виявлених об'єктів культурної спадщини.

## Архітектура
Комплекс являє собою скульптурну групу і напівкруглу спорудження пантеону з темного туфа. Вгорі сумує літня жінка. Лівою рукою вона притримує онука, правою — невістку. Найдорожчих чоловіків: сина, чоловіка, батька забрала війна.
Перед скульптурою знаходяться п'ять плит, на них викарбувані роки війни: 1941, 1942, 1943, 1944, 1945. Вінчає комплекс напівкругле будова з рожевого туфу — пантеон, на якому по-російськи і по-вірменськи написано «Загинули за Батьківщину не вмирають». Всередині пантеону — мармурові плити з портретами, зображеннями на емалевих платівках (в сумі 365) з іменами полеглих воїнів — жителів села Крим, і зверху фраза «Вічна пам'ять односельчанам, загиблим в роки Великої Вітчизняної війни 1941-45 рр.». На стіні з іншого боку зображення і імена солдатів, які загинули в битвах за визволення с. Крим.